# Silkeshöns

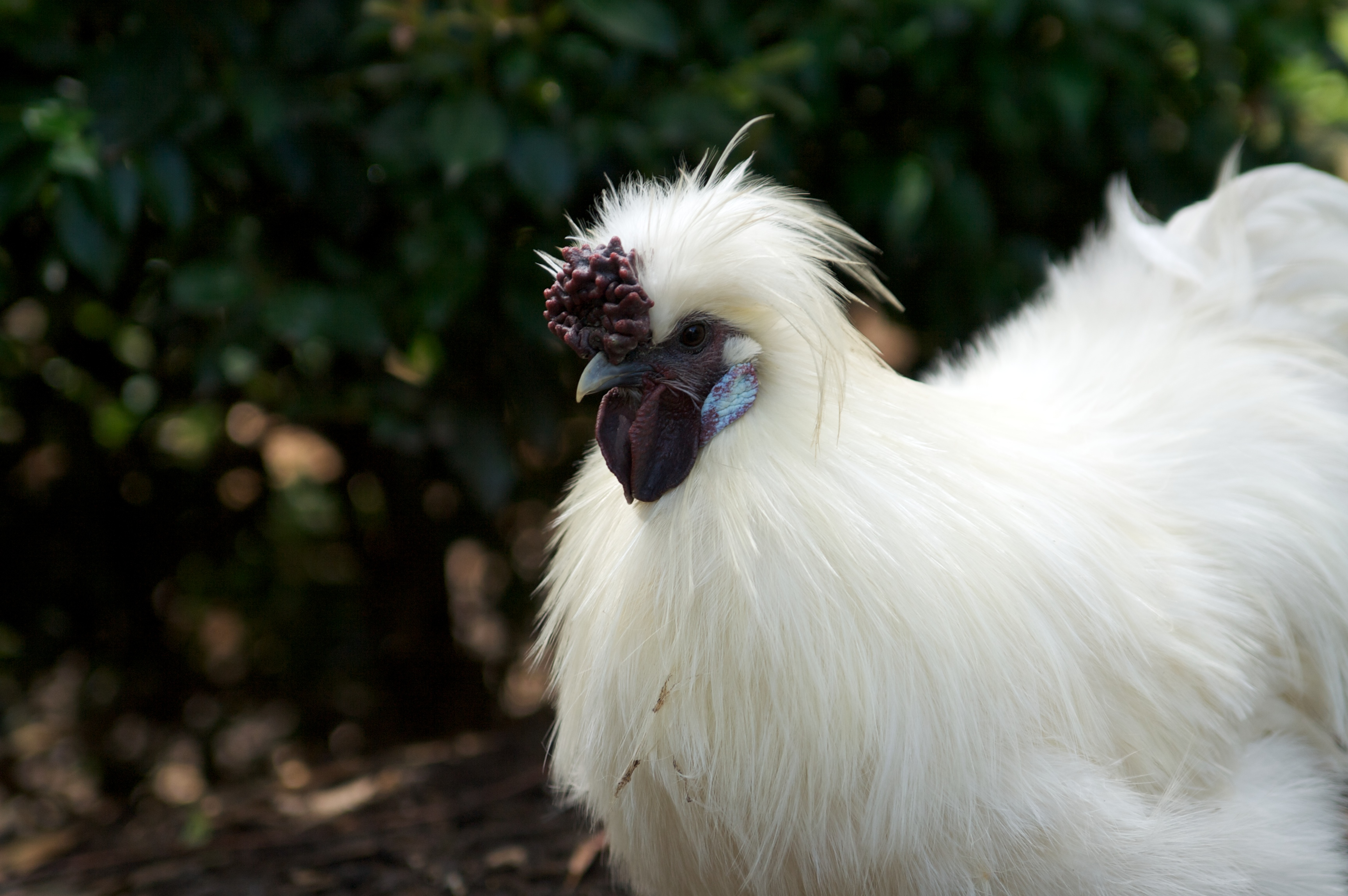
En vit tupp.

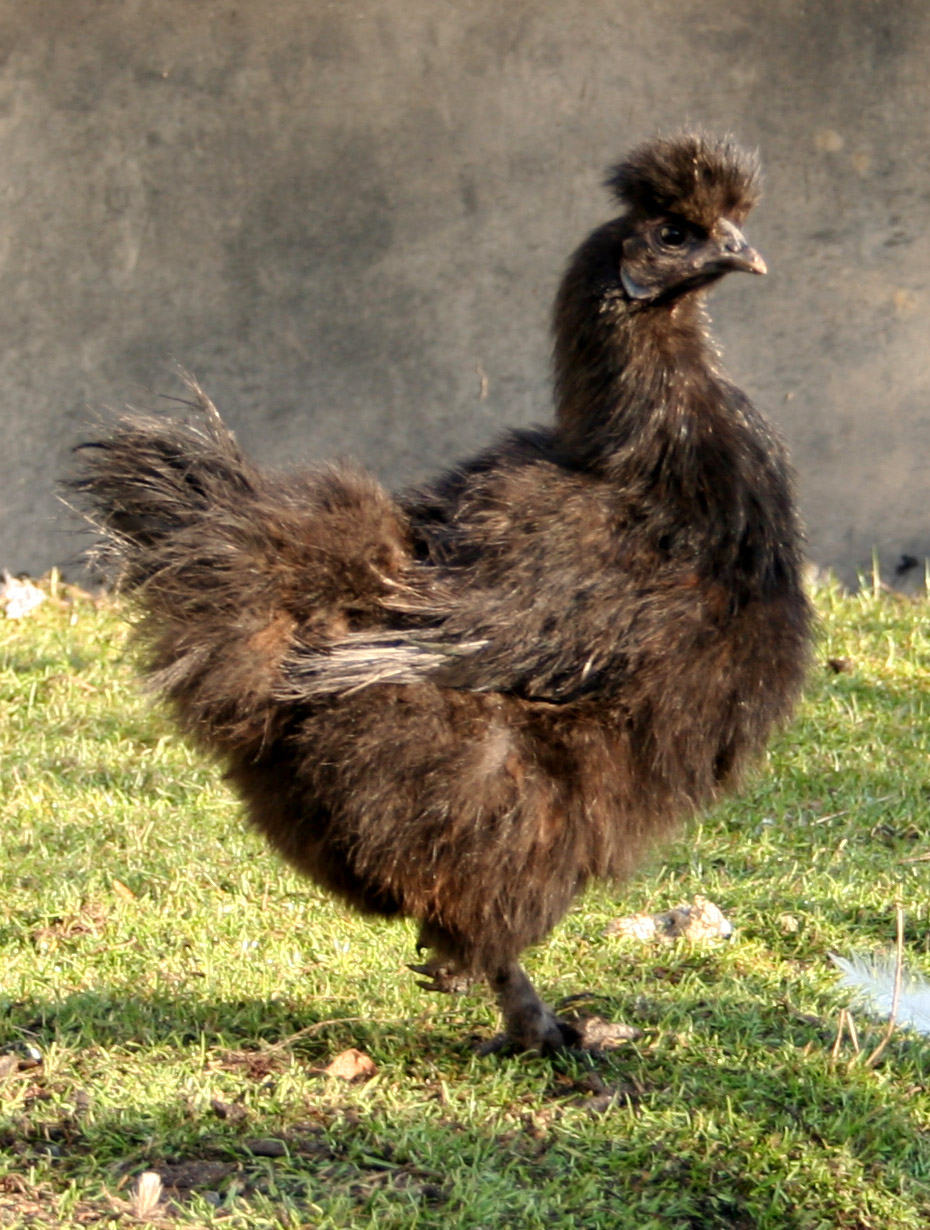
Svart färgvariant.

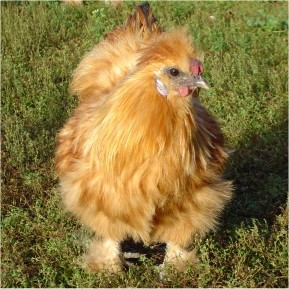
Gul färgvariant.

Silkeshöns är en lätt hönsras som troligen härstammar från Östasien och antas vara över 4000 år gammal, vilket gör den till en av de äldsta tamhönsraserna. Dess fjäderdräkt är mycket speciell och påminner mer om plymer och dun än fjädrar. Det finns även en dvärgvariant, framavlad i Nederländerna.
Silkeshöns finns i flera olika färgvarianter. De kännetecknas förutom av sin speciella befjädring av att de har mörkblått skinn, vilket syns kring ansiktet och på hönsens ben och tår. De har också blått kött. Smaken på köttet är trots dess lite avvikande utseendet lik den på köttet från andra höns. Både tuppar och hönor har tofs på huvudet. Tuppen har en mer bakåtsvept och spretigare tofts än hönan, vars tofs är mer lik en mössa. Det förekommer även en variant av silkeshöns som har skägg. En höna av stor ras väger 1-1,2 kilogram och en tupp väger 1,2-1,5 kilogram. Dvärgsilkeshönan väger omkring 500 gram och en tupp 600 gram. Äggen är ljusbruna och äggvikten är ungefär 35 gram för ägg från en höna av stor ras och 28 gram för ägg från en dvärgsilkeshöna.
Hönornas värpegenskaper är medelgoda och de ruvar ofta villigt fram kycklingarna och ser även ofta efter kycklingarna väl. Till sitt sätt är silkeshöns pigga och ofta ganska orädda av sig. De saknar flygförmåga och är lätta att hålla i hägn.

## Färger
- Blå
- Gul
- Röd
- Silvergrå
- Svart
- Viltfärgad
- Vit
- Choklad